# Évangile arménien de l'Enfance
L’Évangile arménien de l'Enfance, connu sous divers noms dont Le Livre arménien de l'enfance du Christ, est un évangile apocryphe tardif, qui ne semble pas antérieur au VIe siècle, qui développe une version extrêmement romancée de la naissance et de l'enfance de Jésus. 

## Description
La traduction littérale du titre arménien donne Relation de l'enfance de notre Seigneur Jésus-Christ, rapportée par Jacques, fils du frère de Joseph. Ainsi, à l'instar du Protévangile de Jacques, le texte se réclame de « Jacques, frère de seigneur ».
S'il n'a que peu de points communs avec les versions syriaques du « cycle de l'enfance », l'ouvrage comporte des traditions communes avec le  Protévangile de Jacques mais aussi le pseudo-Matthieu et l'Évangile de l'enfance de Thomas - que peuvent avoir emmené en Arménie des missionnaires Nestoriens au VIe siècle. Le texte semble lui-même dater du VIe siècle,, traduit d'un original syriaque, et le premier auteur à l'utiliser est, au siècle suivant, l'érudit Anania de Shirak.  
Reprenant un passage présent dans le Testament d'Adam - un texte syriaque de la fin du IVe siècle -, l'Évangile arménien de l'Enfance développe, dans le chapitre XI, un épisode qui décrit avec un grand luxe de détails la venue des Rois Mages qui y sont nommés pour la première fois : Melkon (Melchior), roi des Perses, Gaspard, roi des Hindous et Balthazar, roi des Arabes.      